# Cor Gillis
Cor Gillis (Anderlecht, 31 maart 1989) is een Belgische voetballer die als verdediger speelt.

## Carrière
Gillis komt voort uit de jeugd van Zellik Sport en RSC Anderlecht. Hij werd in 2007 in de A-kern opgenomen en maakte in het seizoen 2007-2008 z'n debuut in een UEFA cup wedstrijd tegen Bayern München, maar hij kon nooit doorbreken bij paars-wit. Wegens gebrek aan speelminuten verhuisde hij in januari 2009 naar KV Mechelen. Maar ook daar kreeg hij geen speelkansen en tijdens de zomer van 2009 raakte bekend dat Gillis tijdens het seizoen 2009-2010 verhuurd zou worden aan tweedeklasser AFC Tubize. In juni 2011 werd bekendgemaakt dat hij de overstap maakte naar FCV Dender EH. Hij tekende er een contract van twee seizoenen.
In het seizoen 2011-2012 werd hij verkozen tot beste speler van het seizoen. In juni 2012 ondertekende hij een contract van 2 jaar bij MVV Maastricht. Begin 2014 keerde hij terug bij Dender voor enkele maanden waarbij hij zich in de kijker speelde. Hij tekende een contract van 1 jaar bij KSK Heist. Vanaf het seizoen 2015-2016 speelt hij voor Eendracht Aalst. Voor het seizoen 2016-2017 verhuist Gillis naar Winkel Sport. 
| Seizoen   | Club            | Land      | Competitie             | Weds | Goals |
| --------- | --------------- | --------- | ---------------------- | ---- | ----- |
| 2007-2008 | RSC Anderlecht  | België    | Eerste klasse          | 0    | 0     |
| 2008-2009 | KV Mechelen     | België    | Eerste klasse          | 0    | 0     |
| 2009-2010 | → AFC Tubize    | België    | Exqi League            | 26   | 0     |
| 2010-2011 | AFC Tubize      | België    | Exqi League            | 22   | 0     |
| 2011-2012 | FCV Dender EH   | België    | Exqi League            | 35   | 3     |
| 2012-2013 | MVV Maastricht  | Nederland | Eerste divisie         | 23   | 0     |
| 2013-2014 | MVV Maastricht  | Nederland | Eerste divisie         | 7    | 0     |
| 2013-2014 | FCV Dender EH   | België    | Derde klasse           | 10   | 0     |
| 2014-2015 | KSK Heist       | België    | Proximus League        | 27   | 1     |
| 2015-2016 | Eendracht Aalst | België    | Derde klasse           | 29   | 3     |
| 2016-2017 | Winkel Sport    | België    | 2e Amateurliga         | 11   | 0     |
| 2017-2018 | Royal Knokke FC | België    | Eerste klasse amateurs | 8    | 0     |
| 2018-2019 | KVK Ninove      | België    | 1e provinciale         | 28   |       |
| 2019-2020 | KVK Ninove      | België    | Derde klasse amateurs  | 23   | 4     |

## International
Gillis doorliep alle nationale jeugdreeksen van U15 tot U20 en was gedurende die tijd aanvoerder.